# Uti Gizella
Uti Gizella (Temesvár, 1879. vagy 1884. január 20. – Szeged, 1937. március 15.) magyar színésznő. 

## Pályafutása
Szülei Úti Zsigmond és Méhes Eleonóra. 1900-ban Budán, Makó Lajos társulatában indult karrierje. Vidéki nagyvárosokban lépett színpadra, pályájának állomásai Pozsony, Debrecen, Kassa és Szeged voltak. A következő színigazgatók társulatában játszott: Balla Kálmán, Zilahy Gyula, Faragó Ödön, Almássy Endre, Palágyi Lajos és Andor Zsigmond. Színészkedésének fele idejét Szegeden töltötte 1917-től 1936-ig, leszámítva az 1933-34-es évadot. Drámai hősnő szerepeket alakított. 1935. december 1-jén évi 207 pengő 68 fillér illetménnyel ment nyugdíjba. 58 éves korában hunyt el, temetéséről az Országos Színészegyesület gondoskodott.

## Fontosabb szerepei
- Gertrudis (Katona József: Bánk bán)
- Hollunderné (Molnár Ferenc: Liliom)
- Yorki hercegnő (Shakespeare: III. Richárd)